# Ice Gators de la Louisiane
Les Ice Gators de la Louisiane sont une franchise professionnelle de hockey sur glace d'Amérique du Nord qui a évolué dans l'ECHL. L'équipe était basée à Lafayette dans l'État de la Louisiane aux États-Unis.

## Historique
La franchise est créée en 1995. Elle évolue en ECHL jusqu'en 2005. Malgré une saison régulière 2000-2001 où elle bat de nombreux records en de la ligue (56 victoires dont 30 à domicile pour 116 points marqués, 14 victoires consécutives et seulement deux défaites à domicile), elle ne remporte jamais la Coupe Kelly. Elle détient également les quatre plus importantes affluences cumulées au cours d'une saison régulière pour les saisons effectuées entre 1995 et 1999.
En 1995-1996, la franchise est affiliée aux Ice Dogs de Los Angeles qui évoluent dans la Ligue internationale de hockey. De 2001 à 2003 puis en 2004-2005, elle sert de club-école pour les Aeros de Houston qui évoluent dans la Ligue américaine de hockey et pour le Wild du Minnesota de la Ligue nationale de hockey.

## Statistiques
| Saison    | PJ | V  | D  | N  | DP | BP  | BC  | Pts | Classement                    | Séries éliminatoires            |
| --------- | -- | -- | -- | -- | -- | --- | --- | --- | ----------------------------- | ------------------------------- |
| 1995-1996 | 70 | 43 | 21 | -  | 6  | 312 | 261 | 92  | 1re place division Sud        | Défaite au premier tour         |
| 1996-1997 | 70 | 38 | 28 | 4  | -  | 292 | 44  | 80  | 3e place division Sud         | Finalistes                      |
| 1997-1998 | 70 | 43 | 17 | 10 | -  | 298 | 232 | 96  | 1re place, division Sud-Ouest | Défaite au troisième tour       |
| 1998-1999 | 70 | 46 | 18 | 6  | -  | 297 | 205 | 98  | 1re place, division Sud-Ouest | Défaite au deuxième tour        |
| 1999-2000 | 70 | 43 | 18 | -  | 9  | 281 | 241 | 95  | 1re place, division Sud-Ouest | Finalistes                      |
| 2000-2001 | 70 | 42 | 24 | 6  | -  | 237 | 209 | 90  | 1re place, division Sud-Ouest | Défaite en finale d'association |
| 2001-2002 | 70 | 56 | 12 | 4  | -  | 261 | 156 | 116 | 1re place, division Sud-Ouest | Défaite au deuxième tour        |
| 2002-2003 | 70 | 40 | 20 | 12 | -  | 249 | 210 | 92  | 2e place, division Sud-Ouest  | Défaite au deuxième tour        |
| 2003-2004 | 70 | 48 | 22 | 2  | -  | 235 | 167 | 98  | 1re place, division Centrale  | Défaite au deuxième tour        |
| 2004-2005 | 70 | 26 | 40 | 6  | -  | 192 | 266 | 58  | 5e place, division Sud        | Non qualifiés                   |